# Луи Робер Ипполит де Бреан де Плело
Луи Робер Ипполит де Бреан, граф де Плело (фр. Louis Robert Hippolyte de Bréhan, comte de Plélo, 28 марта 1699 — 27 мая 1734) — французский офицер, литератор и дипломат.

## Биография
Сын Жана Франсуа Рене Амальрика де Бреана (1668—1738), графа де Морона и де Плело, советника парламента Бретани, и Катрин Франсуаз Лефевр де Ла Фалюер.
Был другом Вольтера, в 1717 поступил на службу младшим лейтенантом фламандских жандармов, в 1724 стал полковником в драгунском полку Плело.
В Париже входил в состав светского литературно-научного объединения «Антресоль», членами которого были лорд Болингброк, маркиз д'Аржансон, аббат Сен-Пьер и другие известные люди, а покровителем являлся кардинал Флёри. Общество собиралось еженедельно в саду Тюильри.
Будучи способным математиком, де Плело разработал способ уточнения астрономических наблюдений, а также занимался механикой. Его стихи были частично опубликованы в 1774 и 1784 в Женеве Клодом-Сикстом де Марси в сборнике Nouveau recueil des meilleurs contes en vers, faisant suite a celui imprimé en 1774.
В 1729 назначен послом в Копенгаген. Продолжал свои научные и литературные занятия, в частности, послал в Академию наук работу Observations sur l'Aurore boreale du 8 octobre 1731.

### Данцигская экспедиция
В 1734 принял участие в данцигской экспедиции бригадира Габриеля де Ламотта де Лапейруза.
Де Ламотт, оценивший безнадежное положение осажденных сторонников Лещинского и силы Миниха, принял решение прервать экспедицию и возвращаться во Францию. На обратном пути в Копенгагене граф де Плело собрал офицеров экспедиционного отряда на совещание, предложив им устроить еще одну высадку под Данцигом.
Один из офицеров прямо сказал послу, что тому легко строить авантюрные планы, оставаясь в своем кабинете. Уязвленный этим упреком, де Плело решил лично возглавить операцию. По словам Вольтера, «молодой человек» был весьма раздосадован постыдным отступлением французов. Перед отплытием он направил письмо одному из государственных секретарей, сообщая о своем решении, и добавляя: «Я уверен, что не вернусь оттуда; поручаю вам мою жену и детей».
23 мая отряд высадился в устье Вислы и разбил лагерь на остове Ла-Плата (Вестерплатте), под защитой орудий берегового форта Вейхсельмюнде. 27-го французы силами трех пехотных полков (Ла-Марш, Перигор и Блезуа, около 2,5 тыс.) предприняли попытку прорваться к городу через позиции осаждающих, имевших значительное численное превосходство. Одновременно осажденные предприняли вылазку.
Пройдя через болото и лес под фланговым обстрелом орудий батареи Зоммершанце, французы подошли к позициям русских, встретивших их плотным ружейным огнём. Замочившие порох и патроны гренадеры предприняли безнадежную штыковую атаку, но были окружены с трех сторон и, потеряв более 200 человек, бежали обратно в Вейхсельмюнде.
Граф де Плело погиб в этом бою. Существует несколько версий его смерти. Согласно наиболее романтическому рассказу, он пал в гуще сражения, получив 15 штыковых ударов; по другой версии его, истекавшего кровью, русские обнаружили под каким-то деревом и перенесли в свой лагерь, где граф скончался от кровопотери.

## Оценка деятельности
Современники отдавали должное храбрости де Плело, при этом осуждая его авантюрные действия, так как граф самовольно покинул свой пост, а высадка привела к большим потерям, поражению и плену французского отряда, капитулировавшего в начале июня, после нескольких дней бомбардировки Вейхсельмюнде.

## Память
В честь графа улица в 15-м округе Парижа была названа рю де Плело; на его родине в Ренне одна из улиц также носит его имя. В Гданьске в районе города, где расположена крепость Вейксельмюнде, тоже есть улица его имени.
27 мая 2014 года возле Вислоуйской крепости в Гданьске был открыт памятник графу Роберту де Плело.

## Семья
Жена (21.05.1722): Луиза Франсуаза Фелипо де Ла Врийер (1707—1737), дочь Луи II Фелипо (1672—1725), маркиза де Ла Врийера и де Шатонеф-сюр-Луар, и Франсуазы де Майи-Нель (1688—1742).
Дети:
- Луиза Фелисите де Бреан[фр.] (1726—1796). Муж (1740): Эммануэль Арман де Виньеро дю Плесси, герцог д'Эгийон (1720—1788)
- 5 детей, ум. несовершеннолетними